# Troglarmadillo cavernae
Troglarmadillo cavernae är en kräftdjursart som beskrevs av Arcangeli 1957D. Troglarmadillo cavernae ingår i släktet Troglarmadillo och familjen Armadillidae. Inga underarter finns listade i Catalogue of Life.